# Норт Бенд (Вашингтон)
Норт Бенд (енгл. North Bend) град је у америчкој савезној држави Вашингтон. По попису становништва из 2010. у њему је живело 5.731 становника. Град је постао познат захваљујући телевизијској серији Твин Пикс Дејвида Линча, која је делимично снимана у Норт Бенду.

## Демографија
Према попису становништва из 2010. у граду је живело 5.731 становника, што је 985 (20,8%) становника више него 2000. године.
| Група             | 2000.         | 2010.         |
| Белци             | 4.271 (90,0%) | 5.028 (87,7%) |
| Афроамериканци    | 33 (0,7%)     | 30 (0,5%)     |
| Азијати           | 106 (2,2%)    | 93 (1,6%)     |
| Хиспаноамериканци | 180 (3,8%)    | 367 (6,4%)    |
| Укупно            | 4.746         | 5.731         |